# 1998-as jégkorong-világbajnokság
Az 1998-as jégkorong-világbajnokság a 62. világbajnokság volt, amelyet a Nemzetközi Jégkorongszövetség szervezett. A vb-ken a csapatok négy szinten vettek részt. A világbajnokságok végeredményei alapján alakult ki az 1999-es jégkorong-világbajnokság selejtezőjének és a csoportjainak mezőnye.

## A csoport

### Selejtező
A világbajnokságot selejtező előzte meg. Az 1997-es világbajnokságot követően az A csoport mezőnyét 16 csapatosra bővítették. A B csoport első helyezettje (Fehéroroszország) automatikusan az A csoportba került. A B csoport harmadik helyezettje Svájc lett, az 1998-as rendezőjeként automatikusan az A csoportba rangsorolták. Az A csoport 12., valamint a B csoport 2., 4., 5. helyezettje selejtezőt játszott.
1. Kazahsztán – Az A csoportos vb-re került
2. Ausztria – Az A csoportos vb-re került
3. Norvégia – A B csoportos vb-re került
4. Lengyelország – A B csoportos vb-re került

Az A csoportos világbajnokságot 16 csapat részvételével május 1. és május 17. között rendezték Svájcban.
1–16. helyezettek
- Svédország – Világbajnok
- Finnország
- Csehország
- Svájc
- Oroszország
- Kanada
- Szlovákia
- Fehéroroszország
- Lettország
- Olaszország
- Németország – Selejtezőt játszott az A csoportban maradásért
- Egyesült Államok – Selejtezőt játszott az A csoportban maradásért
- Franciaország – Selejtezőt játszott az A csoportban maradásért
- Japán – Selejtezőt játszott az A csoportban maradásért
- Ausztria – Selejtezőt játszott az A csoportban maradásért
- Kazahsztán – Selejtezőt játszott az A csoportban maradásért

## B csoport
17–24. helyezettek
- Ukrajna – Selejtezőt játszott az A csoportba jutásért
- Szlovénia – Selejtezőt játszott az A csoportba jutásért
- Észtország – Selejtezőt játszott az A csoportba jutásért
- Dánia
- Norvégia
- Nagy-Britannia
- Lengyelország
- Hollandia – Kiesett a C csoportba

## C csoport
25–32. helyezettek
- Magyarország – Feljutott a B csoportba
- Románia
- Litvánia
- Kína
- Horvátország
- Jugoszlávia
- Dél-Korea
- Spanyolország – Kiesett a D csoportba

## D csoport
33–40. helyezettek
- Bulgária – Feljutott a C csoportba
- Ausztrália
- Izrael
- Belgium
- Dél-afrikai Köztársaság
- Új-Zéland
- Törökország
- Görögország